# Södra Ny landskommun
Södra Ny landskommun var en tidigare kommun i Värmlands län.

## Administrativ historik
Kommunen inrättades i Södra Ny socken i Näs härad i Värmland när 1862 års kommunalförordningar trädde i kraft den 1 januari 1863.
Den 1 januari 1886 (enligt beslut den 17 april 1885) ändrades namnet till Södra Ny landskommun för att särskilja den från andra kommuner med samma namn.
Vid kommunreformen 1952 uppgick den i Värmlandsnäs landskommun som 1971 uppgick i Säffle kommun.